# Puccinia isachnes
Puccinia isachnes ist eine Ständerpilzart aus der Ordnung der Rostpilze (Pucciniales). Der Pilz ist ein Endoparasit von Isachne-Arten. Symptome des Befalls durch die Art sind Rostflecken und Pusteln auf den Blattoberflächen der Wirtspflanzen. Sie ist auf dem indischen Subkontinent beheimatet.

## Merkmale

### Makroskopische Merkmale
Puccinia isachnes ist mit bloßem Auge nur anhand der auf der Oberfläche des Wirtes hervortretenden Sporenlager zu erkennen. Sie wachsen in Nestern, die als gelbliche bis braune Flecken und Pusteln auf den Blattoberflächen erscheinen.

### Mikroskopische Merkmale
Das Myzel von Puccinia isachnes wächst wie bei allen Puccinia-Arten interzellulär und bildet Saugfäden, die in das Speichergewebe des Wirtes wachsen. Aecien oder Spermogonien der Art sind nicht bekannt. Die dunkel zimtbraunen Uredien wachsen unterseitig auf den Blättern des Wirtes. Ihre zimtbraunen Uredosporen sind oval bis eiförmig, 23–27 × 16–19 µm groß und fein stachelwarzig. Die Telien der Art sind schwarzbraun, früh offenliegend und kompakt. Die haselnussbraunen Teliosporen sind zweizellig, in der Regel lang ellipsoid und 35–42 × 20–25 µm groß; ihre Stiele sind bräunlich und bis zu 65 µm lang.

## Verbreitung
Das bekannte Verbreitungsgebiet von Puccinia isachnes umfasst Indien und Sri Lanka.

## Ökologie
Die Wirtspflanzen von Puccinia isachnes sind verschiedene Isachne-Gräser. Der Pilz ernährt sich von den im Speichergewebe der Pflanzen vorhandenen Nährstoffen, seine Sporenlager brechen später durch die Blattoberfläche und setzen Sporen frei. Die Art verfügt über einen Entwicklungszyklus, von dem bislang lediglich Telien und Uredien sowie deren Wirt bekannt sind; Spermogonien und Aecien konnten dem Pilz nicht zugeordnet werden.